# آدینوتک
آدینوتک (انگلیسی: Adinotec) یک شرکت ساخت‌وساز آلمانی است؛ که در سال ۲۰۰۴ تأسیس شد.